# Metalia spatagus
Metalia spatagus is een zee-egel uit de familie Brissidae.
De wetenschappelijke naam van de soort werd in 1758 gepubliceerd door Carl Linnaeus, als  Echinus spatagus, in de tiende editie van Systema naturae.